# Южноафриканска мангуста
Южноафриканска мангуста (Galerella pulverulenta или Сива мангуста) е вид бозайник от семейство Мангустови (Herpestidae).

## Разпространение и местообитание
Разпространен е в Лесото, Намибия и Южна Африка.